# 다인, 드발린, 두네위르, 두라스로르

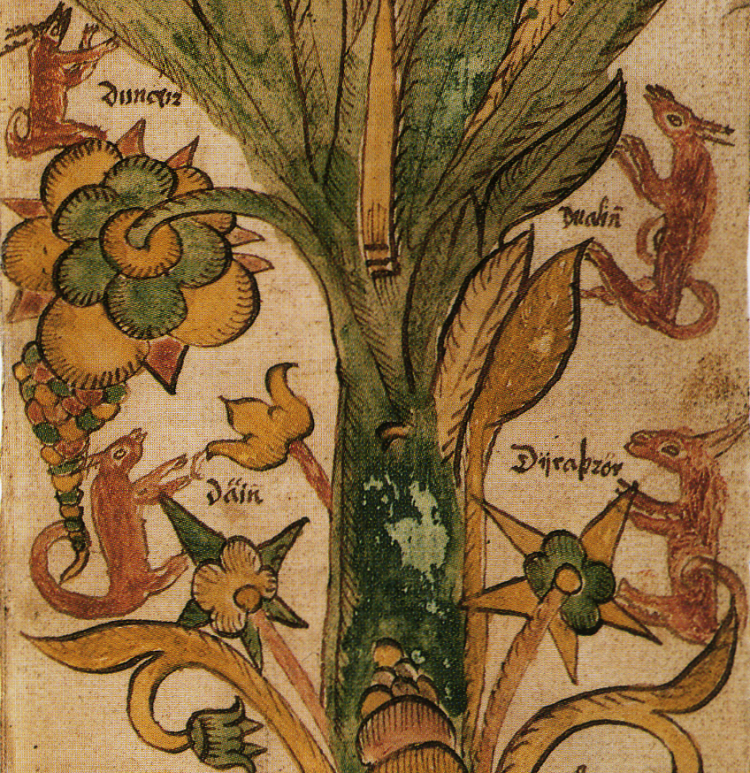
17세기 아이슬란드어 필사본에 그려진 네 사슴. 물푸레나무와 사슴은 모두 아이슬란드에는 없는 종들이다.

다인(고대 노르드어: Dáinn), 드발린(고대 노르드어: Dvalinn), 두네위르(고대 노르드어: Duneyrr), 두라스로르(고대 노르드어: Duraþrór)는 노르드 신화의 세계수 위그드라실의 가지에 살고 있는 수사슴 네 마리이다. 《고 에다》에 따르면 이 사슴들은 가지 위로 목을 뻗어 잎을 씹어먹는다. 이 사슴들 자체 그리고 사슴들의 역할에 대한 다양한 추측이 이루어지고 있다.

## 문헌상 출전
이 사슴들이 언급되는 문헌은 《고 에다》 중 〈그림니르가 말하기를〉 제33절이 유일하다.
| 노르드어 Hirtir ero ok fiórir, þeirs af hæfingar á gaghálsir gnaga: Dáinn ok Dvalinn, Dúneyrr ok Duraþrór. | 소프의 번역 또한 위쪽에서 굽은 목으로 나무를 갉아먹는 수사슴이 네 마리 있으니, 다인과 드발린, 두네위르와 두라스로르라 한다. | 홀랜더의 번역 또한 가장 높은 곳의 나무순을 아래쪽에서 갉아먹는 수사슴이 네 마리 있으니, 다인과 드발린, 두네위르와 두라스로르이다. |

## 신화 해석
이 사슴들의 역할에 대한 초기 가설로는 4원소설, 4계절, 달의 위상 등 다양한 것들이 있었다.
피누르 마그누손은 1824년 저서에서 이 사슴들이 바람을 상징한다는 가설을 제기했다. 피누르는 사슴들의 이름을 해석하여, "죽은 자"와 "기절한 자"를 의미하는 다인과 드발린은 바람을 멎게 하고, "귓가의 천둥", "시끄러운 잠(코골이?)"이라는 뜻의 두네위르와 두라스로르는 바람을 일으킨다는 것이다. 그는 사슴들이 세계수의 잎을 뜯어먹는 것이 곧 바람이 구름을 흩어버리는 것으로 해석했다. 그는 드베르그(방위기점의 드베르그인 노르드리, 수드리, 아우스트리, 베스트리)들이 바람을 다스리는데, 사슴 중 둘(다인과 드발린)은 드베르그의 이름이기도 하다는 점을 또 근거로 들었다.
소푸스 부게 이후 많은 학자들은 〈그림니르가 말하기를〉 제33절과 제34절은 그 앞뒤의 절들보다 나중에 쓰여진 것이라고 생각한다. 피누르 욘손은 원래 사슴이 한 마리만 있었는데 나중에 네 마리로 변해 각각 방위를 맡게 된 것이 아닌가 추측했다. 이 가설은 사슴이 한 마리만 언급되는 〈그림니르가 말하기를〉 제35절과도 일치한다.
| 노르드어: Askr Yggdrasils drýgir erfiði meira enn menn viti: hiörtr bitr ofan, en á hliðo fúnar, skerðer Níðhöggr neðan. | 소프의 번역: 물푸레나무 위그드라실은 사람이 아는 어떤 고통보다 더 심한 고통을 받고 있다. 위에서는 사슴이 물어뜯고 한쪽에선 썩어들어가고 있으며 아래에선 니드호그가 뿌리를 찢는다. |  |

이 "원래의 한 마리 사슴"을 〈그림니르가 말하기를〉 제26-28절에서 언급되는 수사슴 에이크쉬르니르와 동일시하는 설도 있다.

## 같이 보기
- 아네모이
- 사천왕
- 호루스의 아들들
- 로카팔라

## 참고 자료
- Jónsson, Finnur (1913). Goðafræði Norðmanna og Íslendinga : Eftir heimildum. Reykjavík: Hið íslenska bókmentafjelag.
- Bellows, Henry Adams (1923). The poetic Edda, translated from the Icelandic with an introduction and notes. New York: The American-Scandinavian Foundation.
- Magnússon, Finn (1824). Eddalæren og dens Oprindelse (Google). Copenhagen: Gyldendal.
- Hollander, Lee M. (1962). The Poetic Edda. Austin: University of Texas. ISBN 0-292-76499-5.
- Thorpe, Benjamin, trans. (1866). Edda Sæmundar Hinns Frôða: The Edda of Sæmund the Learned 1. London: Trübner & Co. 19–27쪽.